# Erm de les muntanyes Ruwenzori i Virunga
L'erm de les muntanyes Ruwenzori i Virunga és una ecoregió de l'ecozona afrotropical, definida per Fons Mundial per la Natura, situada a les muntanyes frontereres entre Ruanda, Uganda i la República Democràtica del Congo. Forma part de la regió denominada Erms d'Àfrica oriental, inclosa en la llista Global 200. Ocupa 2.700 kilòmetres quadrats.

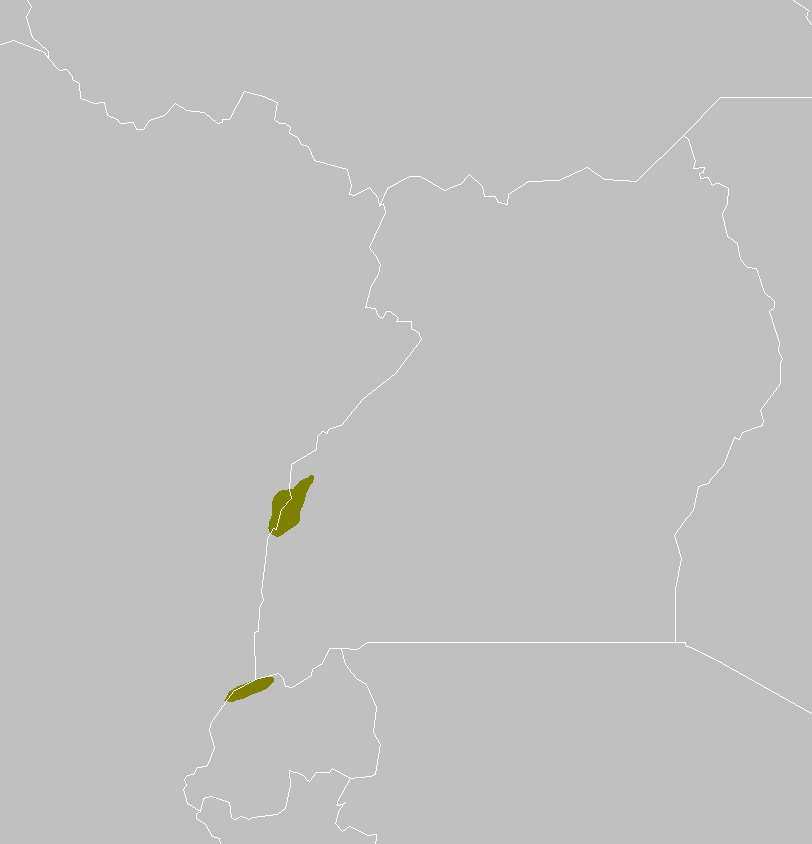

## Descripció
L'ecoregió es troba per sobre de 3000 metres d'elevació, i es divideix en dues zones: les muntanyes Rwenzori a la frontera d'Uganda i la República Democràtica del Congo, i les volcàniques Muntanyes Virunga al sud, on es troben la República Democràtica del Congo, Ruanda i Uganda. Es troba en elevacions més baixes envoltat per l'ecoregió Selva montana de la falla Albertina.
La flora afromontana de les més altes altituds tenen molt en comú amb la erms montans de l'est d'Àfrica del Kilimanjaro, Mont Kenya i Mont Meru.

## Flora i fauna
L'ecoregió alberga una distintiva vegetació afroalpina. Entre els tipus d'hàbitats hi ha llacs, deltes pantanosos i torberes, pastures montans oberts, matolls, enclavaments de selva alta elevació, camps de neu i glaceres. Són característics de l'ecoregió les rosetes gegants, incloses diverses espècies de lobèlia i senecios.
La vegetació varia amb l'elevació, els sòls i l'exposició.
El bosc montà superior de la Selva montana de la falla Albertina, composta de boscos nuvolosos de Hagenia Abyssinica i Hypericum revolutum, o boscos de bambú de Sinarundinaria alpina, s'estén fins a 3000-3300 metres.
Els boscos ericacis formen una zona de transició entre els boscos montans i erms alpins, que s'estén fins a 3800 metres. Erica arborea és l'espècie dominant. La vegetació ericàcia varia en hàbit de creixement, en alguns llocs formant un bosc dens d'arbres individuals, matolls d'arbustos multitrabats o arbustos oberts que arriben a només 1 metre d'alçada. Els boscos de ericàcies suporten molts epífits.
Les praderies alpines i els arbustos alpins s'estenen fins als 4500 metres d'altitud. Els prats de Tussock inclouen Festuca abyssinica i Carex runssoroensis. Les gegants rosetes Lobelia wollastonii i Dendrosenecio johnstonii es troben tant al Rwenzoris com als Virungas, mentre que Lobelia stuhlmannii creix només als Virungas.
A la part dels Rwenzoris per sobre de 4500 metres d'elevació, els prats alpins i matolls cedeixen al matoll nan alpí superior, també conegut com a arbust subnival, on Helichrysum stuhlmanii forma matolls aïllats.
Les muntanyes Virunga proporcionen l'hàbitat de l'amenaçat goril·la de muntanya (Gorilla beringei beringei).